# Chiesa delle Anime Sante (Scanno)
L'ex chiesa delle Anime Sante o delle Anime del Purgatorio è un luogo di culto sconsacrato sito a Scanno, in provincia dell'Aquila, di fronte alla Fontana Sarracco.

## Storia
L'edificio è stato costruito verso la fine del XVII secolo ma subito danneggiata dai terremoti dell'inizio del secolo seguente, così si ritardò la consacrazione e l'apertura. Quest'ultima avvenuta solamente nel 1716.
I lavori furono condotti dall'Università di Scanno e dei cittadini locali che fecero fare gli interventi di ricostruzione a proprie spese, istituendovi una confraternita laicale.
Dal 1727 vi vennero sepolti dei sacerdoti come si può notare dalla scritta su una lapide all'interno.
L'edificio fu costruito du un terreno inclinato verso nord, in modo da ricavare sotto al pavimento delle tombe. Verosimilmente questi ambienti sepolcrali erano accessibili anche dall'esterno tramite delle aperture ancora oggi visibili nel lato occidentale dell'edificio.
In seguito, già nel 1792, per volontà del re, l'edificio venne adibito a teatro comunale.
Nel secolo successivo fu destinato nuovamente a luogo di culto, Gaetano Ciarletta ne curò le stuccature e gli ornamenti (nel 1855).

Di questo periodo è anche il campanile a vela sito a destra della facciata principale.
Nel secolo successivo l'edificio venne di nuovo sconsacrato per utilizzata come sala da ballo e come cinematografo fino al 1968 quando crollò il soffitto per eccessiva incuria nella manutenzione.
Rimase abbandonato fino al 1975 quando fu realizzata una nuova copertura.
Nel 1991 un grande intervento di restauro ha permesso di destinare l'edificio definitivamente come auditorium.

Il tetto fu nuovamente restaurato realizzando una struttura in cemento armato con la realizzazione di una volta a botte simile a quella che originariamente copriva l'aula, vennero costruiti due ballatoi raggiungibili mediante due scalinate a chiocciola presso l'arco interno principale e nel restauro delle opere in stucco.
Nell'auditorium si tengono varie manifestazioni, tra cui convegni.

## Descrizione
Gran parte della primitiva decorazione all'interno è scomparsa dopo il crollo della copertura avvenuto nel 1968 e per via dell'imperversare degli agenti atmosferici fino al 1975. Le decorazioni rimaste, per la maggior parte si trovano nella zona presbiteriale.

### L'esterno
La facciata è in stile romanico. L'interno ad unica navata presenta resti della chiesa originaria.
Una targa posta nella facciata ricorda l'evento della dedica dell'ex-presidente della repubblica Ciampi a Guido Calogero il 17 maggio 2001
Il portale d'accesso presenta un timpano con sopra una nicchia che doveva ospitare un dipinto. Nel campo superiore vi è una grande finestra rettangolare in stile cinquecentesco sormontato da un timpano spezzato.
A destra della facciata vi è un piccolo ambiente, su cui vi è il piccolo campanile a vela, che separa lo spazio angusto tra l'ex chiesa e il palazzo alla destra di chi guarda l'edificio.
Gli altri prospetti dell'edificio mostrano delle murature legate con malta ad imitare l'opus incertum dei romani. In queste facciate vi sono delle grandi finestre.

### L'interno
L'altare è posto nella parete di fondo accessibile sia dall'accesso principale che da un ingresso secondario sito sotto il campanile a vela, questo ingresso immette ad un disimpegno sito ad un'altezza più alta dell'aula.
Il presbiterio è a volta ribassata ed ellittica e la zona d'ingresso è coperta da una cantoria con tre volte a vela, invece, il prospetto principale è suddiviso da un doppio ordine di lesene angolari tuscaniche in pietra da taglio e diviso in due mediante una cornice.
Vari particolari dell'interno che mostrano i lavori fatti per il recupero dei fregi architettonici rimasti:

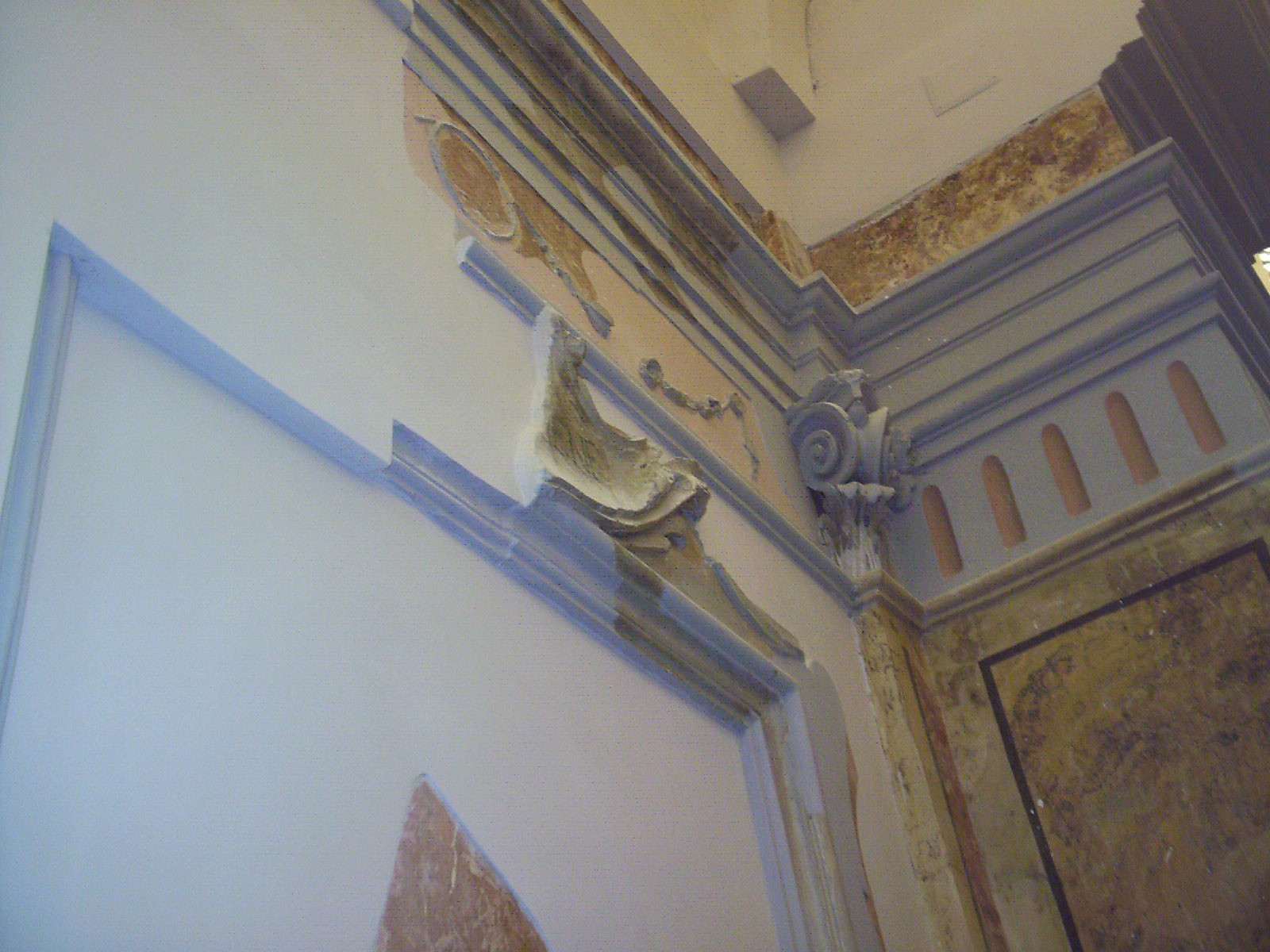
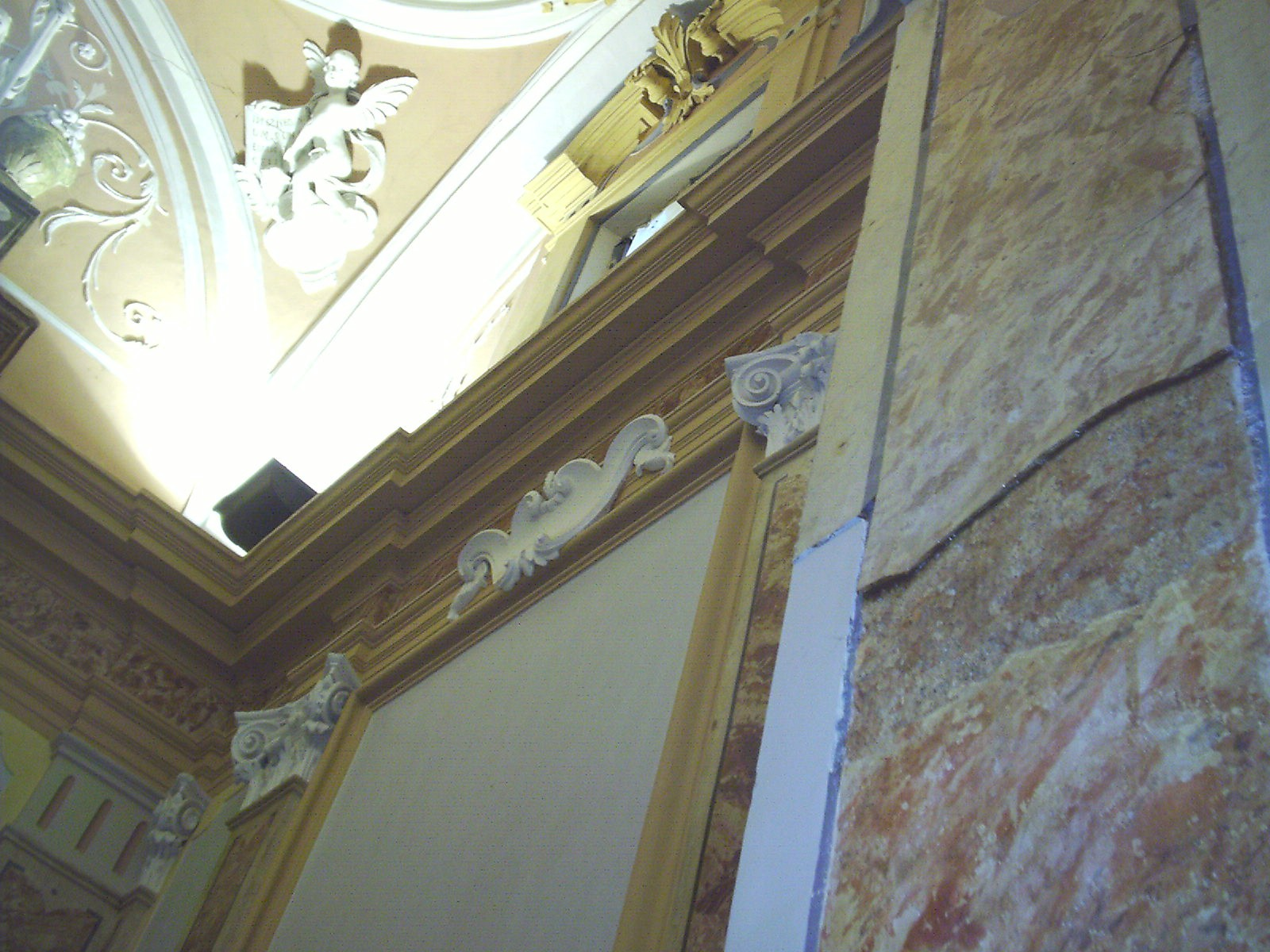
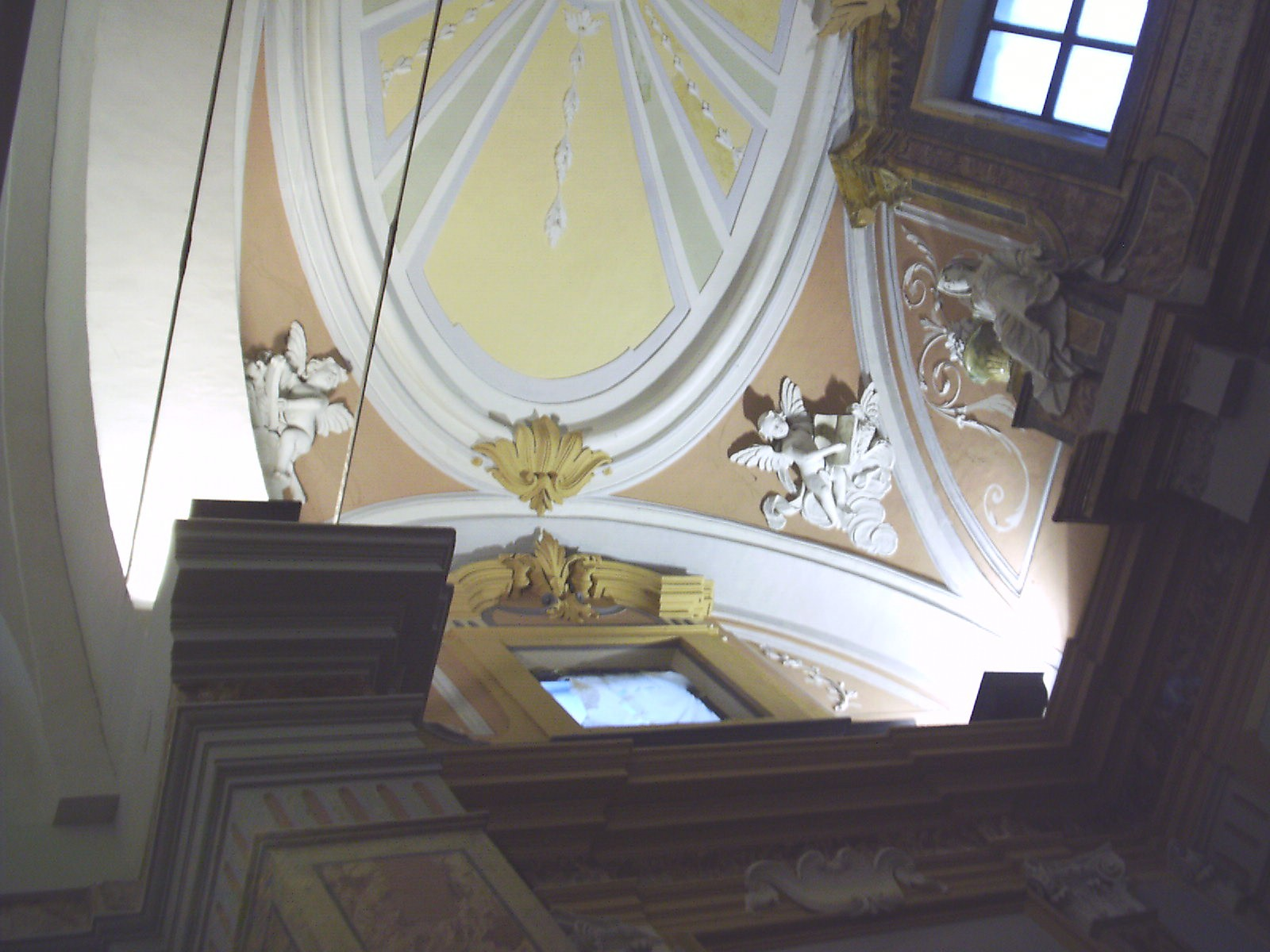